# Осветител
Осветителят е специалист в киното или театъра, който работи с режисьора, хореографа, сценографа, дизайнера на костюми и дизайнера на звук, за да създаде осветление, атмосфера и определена част от деня за дадено представление, според неговия сюжет, като същевременно внимава за неговата видимост, безопасност и цена. СД работи също в тясно сътрудничество с мениджъра на сцената и за шоу програмите, ако се използват такива. Освен оформяне на външното сценично осветление, работата на СД е много разнообразна с поп и рок турове, корпоративни стартове, арт инсталации и мащабни зрелищни празненства, например церемонии по откриването и закриването на Олимпийските игри.